# Punama puertoricensis
Punama puertoricensis är en insektsart som beskrevs av Frederick Arthur Godfrey Muir 1918. Punama puertoricensis ingår i släktet Punama och familjen sporrstritar. Inga underarter finns listade i Catalogue of Life.